# Paralephana poliotis
Paralephana poliotis là một loài bướm đêm trong họ Noctuidae.